# Nahttechnik
Mit Nahttechnik wird in der Chirurgie der abstehenden Ohren (Otopexie) eine Technik beschrieben, bei der die neue Form der Anthelix nur mit Fäden erzeugt wird. Es entfallen oberflächliche oder tiefe Schnitte und Exzisionen des Knorpels. Ein typischer Vertreter dieser Technik ist bei den traditionellen Methoden die Ohranlegeoperation nach Mustardé und bei den minimal invasiven Sonderformen der Ohranlegeoperationen die sogenannte Fadenmethode.
Auch in anderen Bereichen der Chirurgie, so bei der Behandlung von Wunden, spricht man von Nahttechniken.